# Dietmar Schmidt (Journalist)
Dietmar Schmidt (* 29. Juli 1911 in Holzhausen an der Haide; † 11. Juli 1984 in Frankfurt am Main) war ein deutscher Journalist.

## Leben
Schmidt war der Sohn der evangelischen Theologen Martin Schmidt. Er verbrachte seine Kindheit in Holzhausen und ab 1918 in Wiesbaden. Das Abitur erwarb er 1930 am Humanistischen Gymnasium Wiesbaden. Er studierte Philosophie in Rostock (bis 1931), Anglistik, Germanistik und Religionswissenschaft an den Universitäten Frankfurt am Main, Heidelberg und London. Nach einem Eintrag im Bundesarchiv war er 1939 beim Reichsministerium für Wissenschaft, Erziehung und Volksbildung mit dem Dienstgrad „Regierungsrat“ tätig.
Von 1950 bis 1953 übernahm er die Leitung des 1948 gegründeten evangelischen epd-Landesdienstes Hessen-Nassau in Bielefeld und war ab 1953 Herausgeber und Chefredakteur der Zeitschrift Kirche und Film (seit 1984 epd Film). 1951 wurde er Mitglied und später Vorsitzender der Jury der Evangelischen Filmarbeit. Unter seiner Leitung sei Kirche und Film „zu einer Chronik der laufenden Ereignisse des Films“ geworden. Schmidt habe das Blatt zunehmend auf ein Fachpublikum ausgerichtet. Beispielsweise veröffentlichte er im Heft 11 des Jahres 1962 Alexander Kluges programmatischen Aufsatz Was wollen die ›Oberhausener‹? im Umfeld des Oberhausener Manifests. 1981 setzte er sich mit 70 Jahren zu Ruhe. Seine 1959 erstmals veröffentlichte Biografie über Martin Niemöller vervollständigte und aktualisierte er für eine Neuausgabe im Jahr 1983.
Schmidt habe sich mit „Religiosität und den evangelischen Kriterien der Filmkritik auseinandergesetzt“, schrieb Rudolf Worschech in 75 Jahre Evangelische Filmpublizistik und zitierte Schmidts Anspruch an Filmpublizistik: „Wenn ›evangelisch‹ von ›Evangelium‹ kommt, dann sollten Filme, denen evangelische Menschen ihre Aufmerksamkeit zuwenden, Filme, die ihrer Aufmerksamkeit empfohlen werden, zumindest einen Hauch vom Geiste dieses Evangeliums spüren lassen“.
Dietmar Schmidt wurde in Oberursel begraben.

## Buchveröffentlichungen
- Mit Albert Dreetz: So seid Ihr wirklich. Kulturhetze und Kulturzerfall in England, mit einem Vorwort von Hans Hinkel, Verlag Wehrfront Alfred Becker, Berlin 1940[8]
- Martin Niemöller, Rowohlt, Hamburg 1959, OCLC 5073555.
  - Pastor Niemöller. Garden City 1959, OCLC 1190458.
  - Martin Niemöller. Amsterdam 1965, OCLC 781591176.
  - マルティン・ニーメラー. その戦いの生涯. Tokio 1966, OCLC 672967032.
- Martin Niemöller. Eine Biographie. Radius-Verlag, Stuttgart 1983, ISBN 3-87173-648-1.

Als Herausgeber
- Mit Herrmann Gerber: Christus im Film. Beiträge zu einer umstrittenen Frage. Verlag Evangelischer Presseverband, München 1967, OCLC 14987680